# Hercostomus luteus
Hercostomus luteus är en tvåvingeart som beskrevs av Octave Parent 1927. Hercostomus luteus ingår i släktet Hercostomus och familjen styltflugor. Inga underarter finns listade i Catalogue of Life.